# Habenaria radiata
Habenaria radiata. Es una especie  de orquídeas terrestres del género Habenaria dentro de la familia de las Orchidaceae. Se caracteriza por ser nativa de Corea y de Japón, en este último se denomina Sagi-so [Hierba del heron]. Es la flor emblema del Jardín Botánico Tegarayama de Ciudad Himeji, siendo además la flor oficial y el logo del municipio de Himeji.

## Etimología
Habenaria 

Significa que tiene franjas como enroscadas en el Labelo.
H. radiata 

Que sus lóbulos están divididos en franjas radiales.
Sinonímia

- Habenaria dianthoides Nevski 1935
- Habenaria radiata var. dianthoides (Nevski) Vyschin 1996;
- Hemihabenaria radiata (Spreng.) Finet 1902
- Orchis radiata Thunb. 1794
- Orchis susannae Thunb.1784
- Pecteilis dianthoides (Nevski) Garay & G.A.Romero 1998
- Pecteilis radiata [Thunb.] Raf. 1836
- Plantaginorchis dianthoides (Nevski) Szlach. 2004
- Plantaginorchis radiata (Thunb.) Szlach. 2004
- Platanthera radiata [Thunb.] Lindl. 1835;

## Hábitat
HEllo área de distribución de estas orquídeas principalmente en la zona de Japón y Corea.

## Descripción
Esta orquídea es de tamaño pequeño a medio, de porte erguido, terrestre con los tubérculos pequeños, del ovoides o  elipsoides con un vástago erguido, tallo delgado que lleva de 3 a 7 hojas, linear-lanceoladas, acuminadas, suberectas con las envolturas basales.
Floraciones básicas en el verano en una inflorescencia terminal con  brácteas florales acuminadas y lanceoladas y presentan de 1 a 3 flores llamativas blancas con los lóbulos muy divididos formando radios de ahí su nombre específico.